# Anna Eliza Williams
Anna Eliza Williams (née Davies) (2 juin 1873 – 27 décembre 1987) était une supercentenaire britannique et doyenne de l'humanité du 2 février 1987 jusqu'à sa mort à l'âge de 114 ans et 208 jours. Florence Knapp, âgée de 114 ans, lui succéda à ce titre.
Née à Burford, dans le Shropshire, elle décéda le 27 décembre 1987 à la maison de retraite Tuxedo, 104 Eaton Crescent, à Swansea, au Pays de Galles, après avoir déménagé à Swansea après son mariage. Son mari, William Henry Williams, charpentier, décéda en 1954. Williams attribuait sa longévité à une « vie d'oisiveté », ainsi qu'à son « abstinence et à sa consommation abondante de légumes ». Sa famille était également réputée pour sa longévité : sa mère a vécu jusqu'à 98 ans, et ses sept frères et sœurs ont tous dépassé les 80 ans, l'un d'eux ayant survécu jusqu'à 101 ans. De plus, sa fille Constance Harvey (8 octobre 1906 – 18 juin 2014) a vécu jusqu'à 107 ans et 253 jours. Anna Eliza Williams a battu le record britannique de longévité le 12 juillet 1985.
Son record britannique de 114 ans et 208 jours a été battu par Charlotte Hughes le 28 février 1992.